# Minorités nationales en Yougoslavie
Cette liste comprend les « nationalités » reconnues par la République fédérale socialiste de Yougoslavie (1945 - 1991). Le mot « nationalité » n'avait pas, dans les sources yougoslaves (comme dans les sources soviétiques et celles des pays de l'Est) le même sens qu'en français (où, selon le droit du sol, il se confond avec « citoyenneté ») mais signifiait (selon le droit du sang) « appartenance à un peuple constitutif de l'État » (pripadaju konstitutivnom narodu Države).

## «Nationalités» officiellement reconnues
Ces « nationalités » ne correspondaient pas forcément chacune à une langue (par exemple, de nombreux Roms sont locuteurs du serbo-croate, de l'albanais ou d'autres langues) et tous les locuteurs d'une langue n'étaient pas forcément regroupés dans la même « nationalité » : c'est le cas des locuteurs du serbo-croate (divisés en Croates, Musulmans, Serbes ou Monténégrins) et des locuteurs de langues romanes (comptés comme Italiens en Istrie mais pas en Dalmatie où ils furent comptés comme « Croates de langue italique », et comme Roumains en Voïvodine mais pas ailleurs en Serbie où ils furent comptés comme « Serbes de langue valaque »).  
Selon les statistiques de la république socialiste fédérative de Yougoslavie, on y trouvait les nationalités suivantes : 

### Nationalités de langues slaves
Slovènes, Slovaques, Croates, Musulmans, Serbes, Monténégrins, Macédoniens, Bulgares et Yougoslaves.

### Nationalités de langues non-slaves
Albanais, Roms, Magyars, Roumains, Italiens, Turcs.

### Statistiques
Selon l'ethnie :
| Ordre | Ethnie                 | Groupe         | Pourcentage 1971 | Langues parlées          | Pourcentage 1981 | Régions                                                                  | Religion                |  |
| 1     | Serbes et Monténégrins | Slaves         | 42,2 %           | serbo-croate.            | 38,9 %           | Serbie, Slavonie et Krajina (Croatie), Monténégro et Bosnie-Herzégovine. | Orthodoxie.             |  |
| 2     | Croates                | Slaves         | 22,1 %           | serbo-croate.            | 19,7 %           | Croatie, Bosnie-Herzégovine et Voïvodine.                                | Catholicisme.           |  |
| 3     | Musulmans              | Slaves         | 8,4 %            | serbo-croate.            | 8,9 %            | Bosnie-Herzégovine, Sandjak de Novi Pazar.                               | Islam.                  |  |
| 4     | Slovènes               | Slave          | 8,2 %            | slovène et serbo-croate. | 7,8 %            | Slovénie.                                                                | Catholicisme.           |  |
| 5     | Albanais               | Illyriens      | 6,4 %            | albanais.                | 7,7 %            | Kosovo, Ouest de Macédoine et Vallée de Preševo.                         | Islam et Christianisme. |  |
| 6     | Macédoniens            | Slaves         | 5,8 %            | macédonien.              | 6,0 %            | Centre et Est de Macédoine.                                              | Orthodoxie.             |  |
| 7     | Yougoslaves            | Slaves         | 1,3 %            | serbo-croate.            | 5,4 %            | Tout le pays.                                                            | Christianisme et Islam. |  |
| 8     | Magyars                | Finno-ougriens | 2,3 %            | serbo-croate.            | 1,9 %            | Voïvodine et Croatie.                                                    | Catholicisme.           |  |
| 9     | Roms                   | Indo-aryens    | 0,4 %            | romani.                  | 0,7 %            | Tout le pays.                                                            | selon pays.             |  |
| 10    | Turcs                  | Altaïques      | 0,6 %            | turc.                    | 0,5 %            | Macédoine et Serbie.                                                     | Islam.                  |  |
| 11    | Slovaques              | Slaves         | 0,4 %            | slovaque.                | 0,4 %            | Voïvodine.                                                               | Catholicisme.           |  |
| 12    | Roumains               | Latins         | 0,3 %            | roumain.                 | 0,2 %            | Voïvodine.                                                               | Orthodoxie.             |  |
| 13    | Bulgares               | Slaves         | 0,3 %            | bulgare et serbo-croate. | 0,2 %            | Est de Serbie.                                                           | Orthodoxie.             |  |
| 14    | Italiens               | Latins         | 0,1 %            | italien et serbo-croate. | 0,1 %            | Istrie (Croatie et Slovénie).                                            | Catholicisme.           |  |
|       | Autres/Non déterminés  | Divers         | 1,2 %            | Divers.                  | 1,7 %            | Divers.                                                                  | Divers.                 |  |

Selon le groupe ethnique:
| Ordre | Groupe         | Pourcentage 1971 | Pourcentage 1981 | Régions                                             |
| 1     | Slaves         | 88,5 %           | 88,2 %           | Minorité au Kosovo, majoritaire dans tout le reste. |
| 2     | Illyriens      | 6,4 %            | 7,7 %            | majoritaire au Kosovo et Ouest de la Macédoine.     |
| 3     | Finno-ougriens | 2,3 %            | 1,9 %            | Minorité en Voïvodine et Croatie.                   |
| 4     | Latins         | 0,4 %            | 0,3 %            | Minorité en Istrie, Voïvodine et Serbie.            |
|       | Autres         | 2,4 %            | 1,9 %            | Tout le pays.                                       |